# دهان‌لانه‌ماهیان
دهان‌لانه‌ماهیان (Apogonidae) یکی از خانواده‌های ماهیان است.